# ناأويوكي كينوشيتا
ناأويوكي كينوشيتا (باليابانية: 木下直之؛ بالكانا: きのした なおゆき) هو مؤرخ الفن ياباني، ولد في 1954 في هاماماتسو في اليابان.